# Ochlenberg
Ochlenberg – gmina (niem. Einwohnergemeinde) w Szwajcarii, w kantonie Berno, w regionie administracyjnym Emmental-Oberaargau, w okręgu Oberaargau.

## Demografia
W Ochlenbergu mieszkają 563 osoby. W 2020 roku 3,7% populacji gminy stanowiły osoby urodzone poza Szwajcarią.